# 132718 Кемені
132718 Кемені (132718 Kemény) — астероїд головного поясу, відкритий 23 липня 2002 року.
Тіссеранів параметр щодо Юпітера — 3,287.
Названо на честь американського математика та фахівця з інформатики Джона Кемені